# Oorlogsmonument Oosterhout
Het oorlogsmonument in Oosterhout is een monument in het Slotpark ter nagedachtenis aan de slachtoffers van de Tweede Wereldoorlog.

## Beschrijving
Het natuurstenen monument werd gemaakt door beeldhouwer Jacques van Poppel. Het bestaat uit een sculptuur van een staande moeder met kind, geplaatst op een zuil die is opgebouwd uit blokken. Op de zuil is in reliëf het wapen van Oosterhout aangebracht, met daaronder "1940-1945". Het gedenkteken werd in 1955 in het Slotpark onthuld.
In 1994 is het monument uitgebreid. Op een lage halfronde marmeren muur tegenover het beeld zijn sindsdien de namen te lezen van 159 Oosterhoutse oorlogsslachtoffers en militairen die vielen op Oosterhouts grondgebied.
Tijdens de jaarlijkse dodenherdenking worden bloemen en kransen bij het monument gelegd.